# Troizko-Petschorsk
Troizko-Petschorsk (russisch Троицко-Печорск, Tróicko-Pečórsk; Komi Мылдін, Myldin) ist eine Siedlung städtischen Typs in der Republik Komi in Russland mit 7276 Einwohnern (Stand 14. Oktober 2010).

## Geographie
Der Ort liegt etwa 300 km Luftlinie ostnordöstlich der Republikhauptstadt Syktywkar im westlichen Vorland des Ural. Er befindet sich am linken Ufer der Petschora bei der Einmündung der Sewernaja Mylwa (Nördliche Mylwa).
Troizko-Petschorsk ist Verwaltungszentrum des Rajons Troizko-Petschorski sowie Sitz der Stadtgemeinde  (gorodskoje posselenije; russisch городское поселение, gorodskóje poselénije) Troizko-Petschorsk, zu der außerdem das 8 km südwestlich am linken Sewernaja-Mylwa-Zufluss Soiwa gelegene Dorf Bolschaja Soiwa gehört.

## Geschichte
Der Ort wurde 1674 gegründet. Sein russischer religiöser Name setzt sich aus dem Wort für die Dreieinigkeit, Troiza (russisch Троица, Tróica „Trinität“; von russisch трое tróje „drei“ + -ица -ica „-heit“; vgl. lateinisch Trīnitās), der eine dort befindlichen Kirche geweiht war, und dem Flussnamen Petschora (russisch Печора, Pečóra) zusammen; der Name auf Komi bezieht sich auf die Mündung der (Nördlichen) Mylwa.
Am 20. Februar 1931 wurde Troizko-Petschorsk Verwaltungssitz des neu geschaffenen, nach ihm benannten Rajons. Im Zusammenhang mit dem Bau einer Eisenbahnstrecke zu dem Ort erhielt er 1975 den Status einer Siedlung städtischen Typs, nachdem ein Jahr zuvor das etwas flussaufwärts am linken Ufer der Sewernaja Mylwa gelegene Dorf Abar eingemeindet worden war.

### Bevölkerungsentwicklung
| Jahr | Einwohner |
| ---- | --------- |
| 1939 | 1.416     |
| 1959 | 3.607     |
| 1970 | 4.538     |
| 1979 | 9.240     |
| 1989 | 10.704    |
| 2002 | 8.851     |
| 2010 | 7.276     |

Anmerkung: Volkszählungsdaten

## Verkehr
Troizko-Petschorsk ist Endpunkt einer 1977 eröffneten 161 km langen Eisenbahnstrecke, die in Sosnogorsk von der Petschora-Eisenbahn nach Workuta abzweigt. Die bereits beim Bau der Strecke in Betracht gezogene Einbeziehung in eine Verbindung zwischen Westsibirien und der Küste der Barentssee – bei der Mündung der Indiga – soll nach aktuellen Plänen (Stand 2011) bis 2030 realisiert werden. Zu diesem Zweck soll der Streckenteil nach Troizko-Petschorsk über den Ural in das etwa 300 km entfernte Polunotschnoje verlängert werden, wo bereits Bahnanschluss zur existierenden Strecke Serow – Priobje besteht, die durch das nahe Iwdel verläuft.
Der Bahnstrecke Troizko-Petschorsk – Sosnogorsk folgt die weiter nach Uchta führende Regionalstraße 87K-002, von der nach gut einem Drittel der Strecke die 87K-001 in die Republikhauptstadt Syktywkar abzweigt. Von Troizko-Petschorsk die Petschora aufwärts führt über Komsomolsk-na-Petschore (Komsomolsk an der Petschora) bis ins 120 km entfernte Dorf Jakscha die 87K-139.
Nördlich der Siedlung befindet sich ein kleiner Flughafen (ICAO-Code UUYR).

## Söhne und Töchter des Ortes
- Nikolai Baschukow (* 1953), Skilangläufer
- Andrei Parfjonow (* 1987), Skilangläufer